# Solaris Bus & Coach
Solaris Bus & Coach S.A. is een Poolse bus-, touringcar- en trolleybusfabrikant in Bolechowo-Osiedle en Środa Wielkopolska, vlak bij Poznań, Polen. Sinds september 2018 is het bedrijf onderdeel van de Spaanse CAF-groep.
Het is een familiebedrijf, met Krzysztof Olszewski als directeur en zijn vrouw Solange als voorzitster (vanaf oktober 2008).

## Geschiedenis
Olszewski richtte in 1994 Neoplan Polska op. Dit bedrijf verkocht, en bouwde sinds januari 1996 ook Duitse gelicentieerde low floor Neoplan stadsbussen. In 1999 bracht Solaris het eerste model onder eigen merk uit: de Solaris Urbino. Op 1 september 2001 werd Neoplan Polska hernoemd naar Solaris Bus & Coach Sp. z o.o. In 2005 werd het bedrijf omgezet in een vennootschap.
Solaris is een van de nieuwste spelers op de Europese busmarkt, maar is nu al redelijk succesvol. Zo kreeg Solaris enkele prijzen voor hun producten op de Kortrijkse Busworld show in België.
De trolleybussen worden gemaakt in samenwerking met de Hongaarse bedrijf Ganz Electro of (de Tsjechische afdeling van) het bedrijf Cegelec en het Poolse bedrijf Medcom. Beide bedrijven maken de elektronische installaties voor de voertuigen.
In 2007 had Solaris ongeveer 1.200 werknemers en in 2009 ongeveer 1.600 werknemers. Sinds 2010 produceert Solaris Bus & Coach ongeveer 1.000-1.200 bussen per jaar. In 2013 verkocht Solaris 1.302 bussen en trams.

### Nederland
Sinds 2014 brengt Solaris Nederland BV de volledige serie geavanceerde stads- en streekbussen op de Nederlandse markt. Solaris Nederland BV is onderdeel van de Van Tilburg-Bastianen Groep. De Van Tilburg-Bastianen Groep B.V. is de onafhankelijke verkoper van de voertuigen en verzorgt tevens het onderhoud. Het familiebedrijf, opgericht in 1934 is gespecialiseerd in het verkopen en onderhouden van personenwagens, lichte- en zware bedrijfsvoertuigen. Het hoofdkantoor bevindt zich in Breda.

### Overname
Op 4 juli 2018 kondigde de CAF-groep, een Spaanse rollendmaterieelfabrikant in Beasain, de overname van Solaris Bus & Coach aan. Het bedrijf maakt spoorwegrijtuigen, locomotieven, metro's en trams. In september 2018 werd Solaris Bus & Coach SA onderdeel van de Spaanse CAF-groep.
De Spanjaard Javier Calleja is sinds 3 oktober 2018 de nieuwe Chief Executive Officer van Solaris Bus & Coach.
Stadler Rail is de enige eigenaar van Solaris Tram geworden na het kopen van 40% van de joint venture van CAF, het Zwitserse bedrijf dat op 19 november 2018 werd aangekondigd.

## Leveringen
Solaris heeft verschillende diesel- en cng-bussen aan verschillende Europese landen geleverd, waaronder Frankrijk (Parijs, Bayonne en Narbonne), Denemarken, Duitsland (Berlijn, Bochum, Bremen en Kassel), Letland (Riga en Daugavpils), Polen (Warschau, Szczecin, Lublin, Łódź, Gdynia, Radom, Rzeszów, Poznań, Krakau, Tychy en Częstochowa) en meest recentelijk Griekenland (Athene), Noorwegen (Oslo en Trondheim), Verenigde Arabische Emiraten(Dubai) en Zweden (Göteborg).
Solaris verkocht ook trolleybussen aan steden in Bulgarije (Sofia), Estland (Tallinn), Hongarije (Boedapest en Debrecen), Tsjechië (Opava en Ostrava), Slowakije (Bratislava en Košice), Italië (Rome, Napels, Sanremo en Bologna), Letland (Riga), Litouwen (Kaunas en Vilnius), Zweden (Landskrona) en Zwitserland (Winterthur en La Chaux-de-Fonds.

## Producten

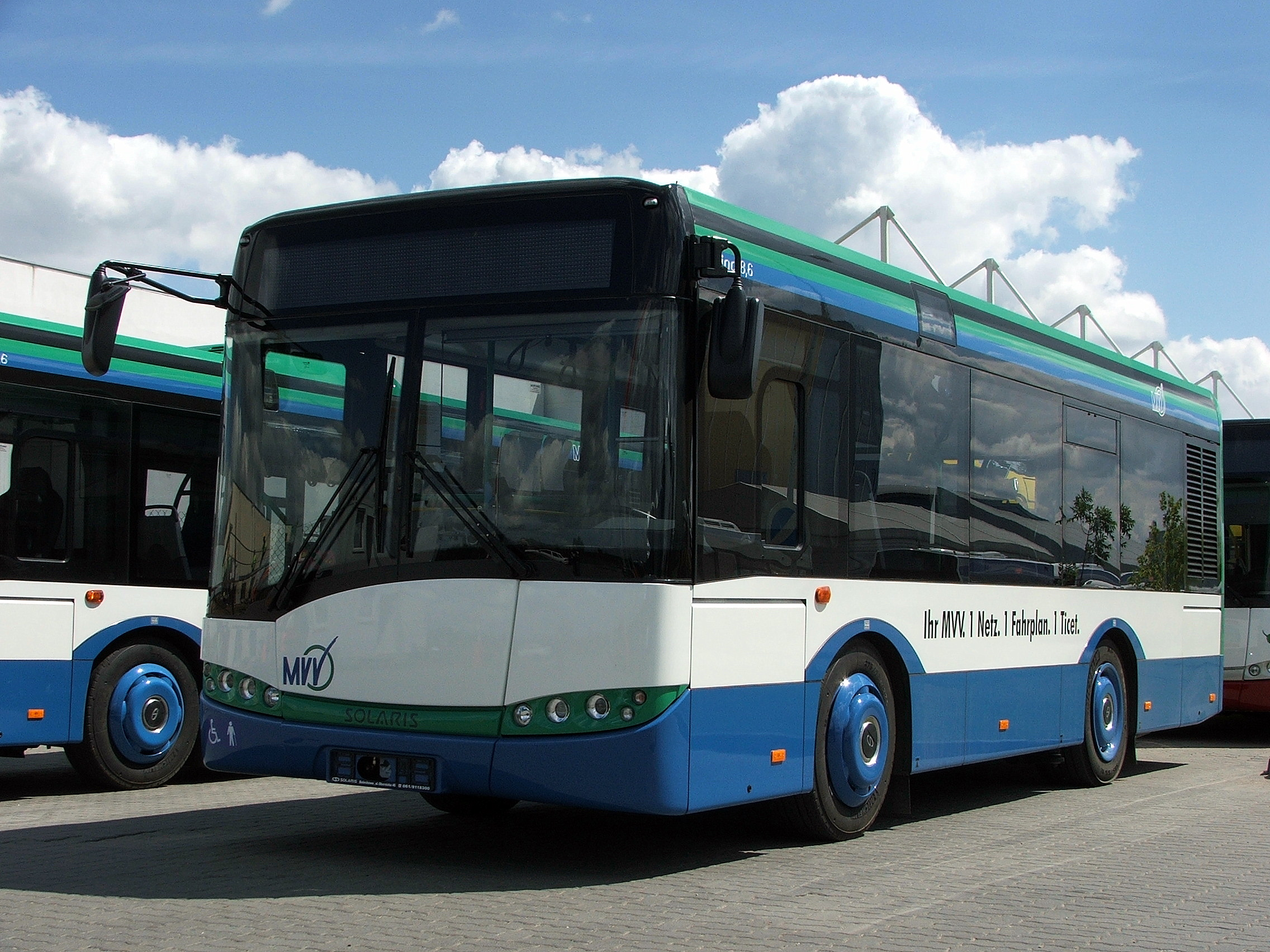
Solaris Alpino in München

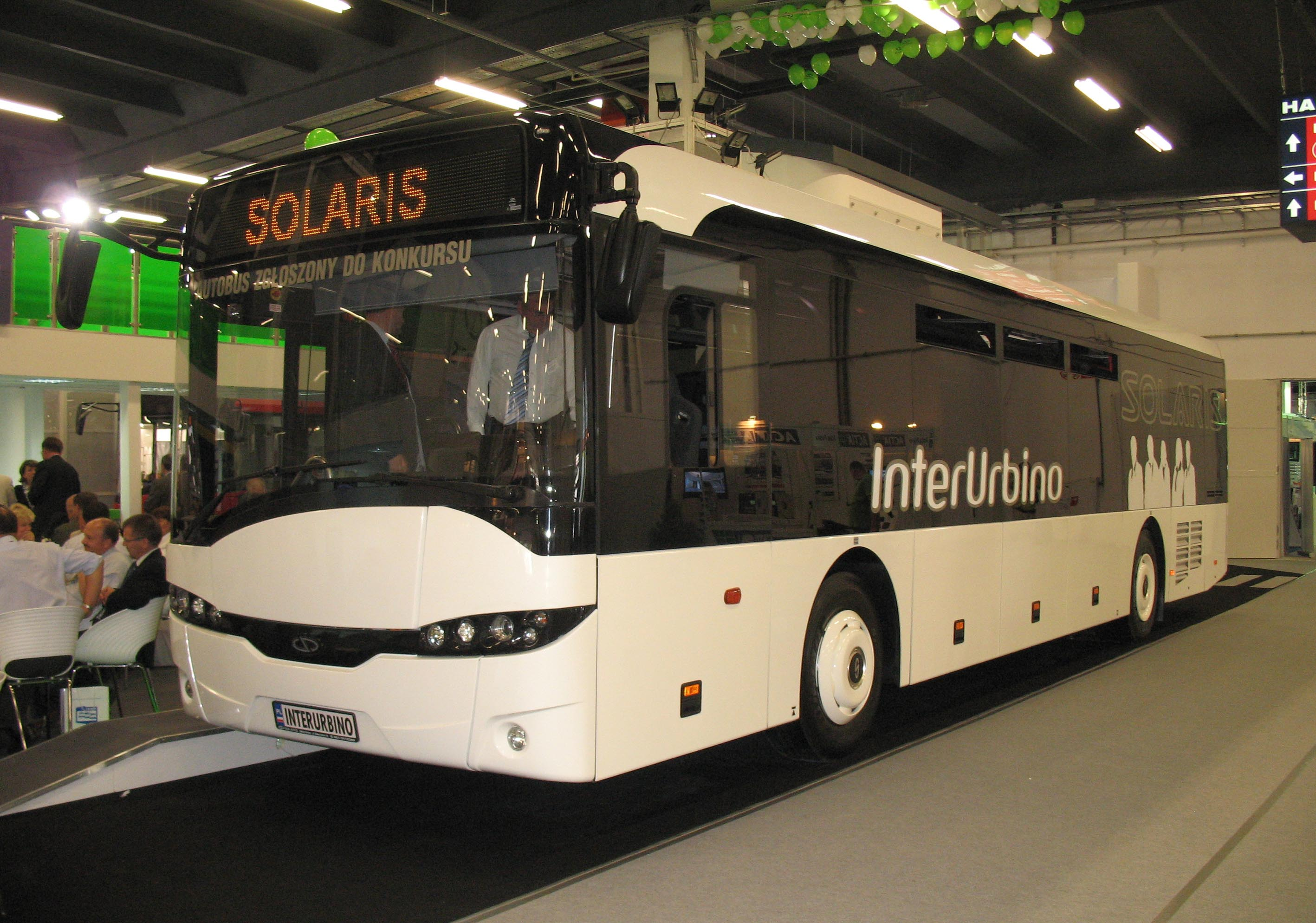
Solaris InterUrbino 12 in Kielce, Polen

### Huidig aanbod
- Alpino – stadsbus
- Alpino 8,9 LE – streekbus (Low Entry)
- Urbino 8,9 LE electric
- Urbino 10 – stadbus
- Urbino 10,5
- Urbino 12 – stadbus
- Urbino 12 Hybrid – stadbus
- Urbino 12 electric
- Urbino 12 CNG
- Urbino 12 LE - streekbus (Low Entry)
- Urbino 15 – stadbus
- Urbino 15 Hybrid – stadbus
- Urbino 15 LE - streekbus (Low Entry)
- Urbino 15 – stadbus
- Urbino 15 CNG
- Urbino 18 Hybrid Allison – stadbus
- Urbino 18 Hybrid Vossloh Kiepe – stadbus
- Urbino 18 electric
- Urbino 18 CNG
- Urbino 18,75
- InterUrbino 12 - streekbus voor langere afstanden
- Vacanza 12 – touringcar
- Vacanza 13 - touringcar
- Trollino 12 – trolleybus
- Trollino 15 - trolleybus
- Trollino 18 - trolleybus
- Tramino – tram

### Voormalige bussen
- Solaris Urbino 9 - stadsbus
- Solaris Valletta - stadsbus

## Afbeeldingen
Solaris Urbino

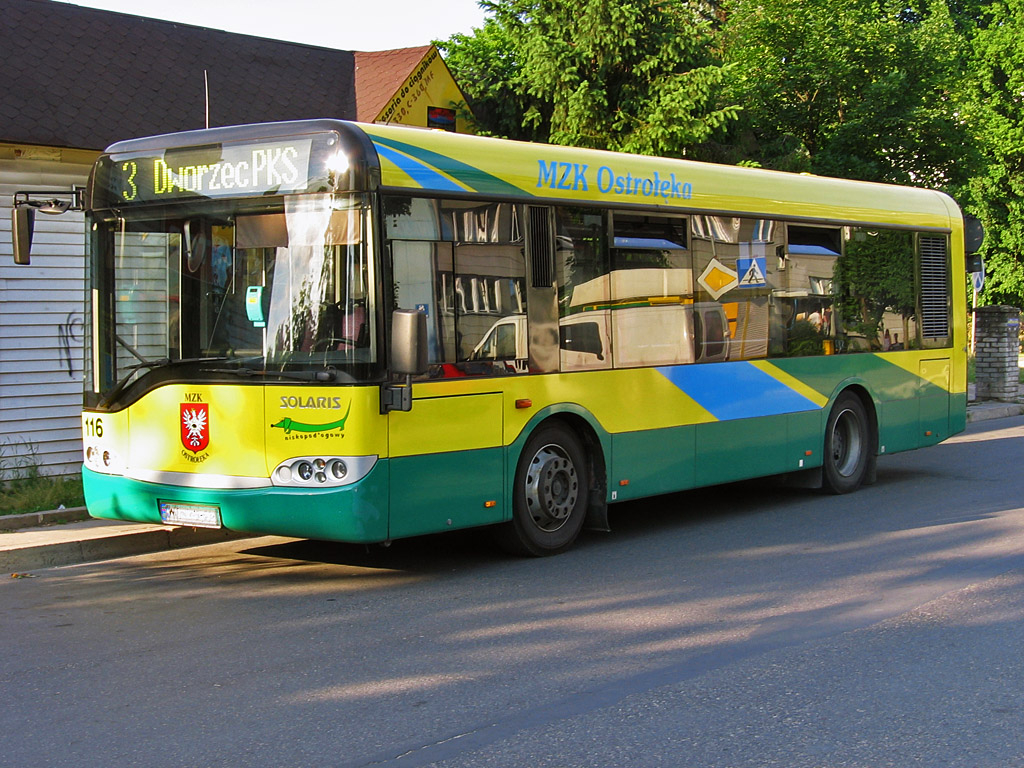
Solaris Urbino 9 bus in Ostrołęka (2000)
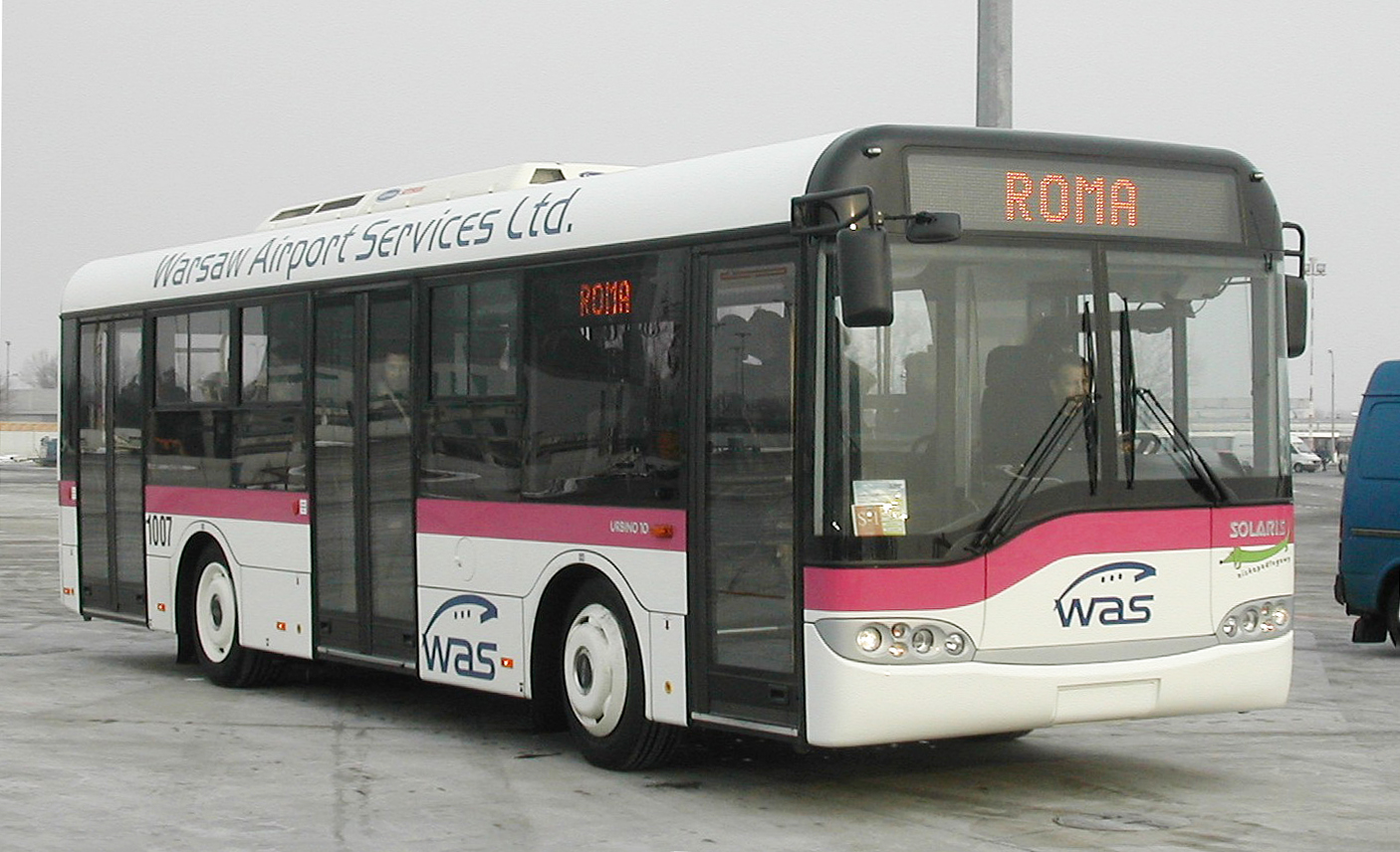
Solaris Urbino 10 in Warschau
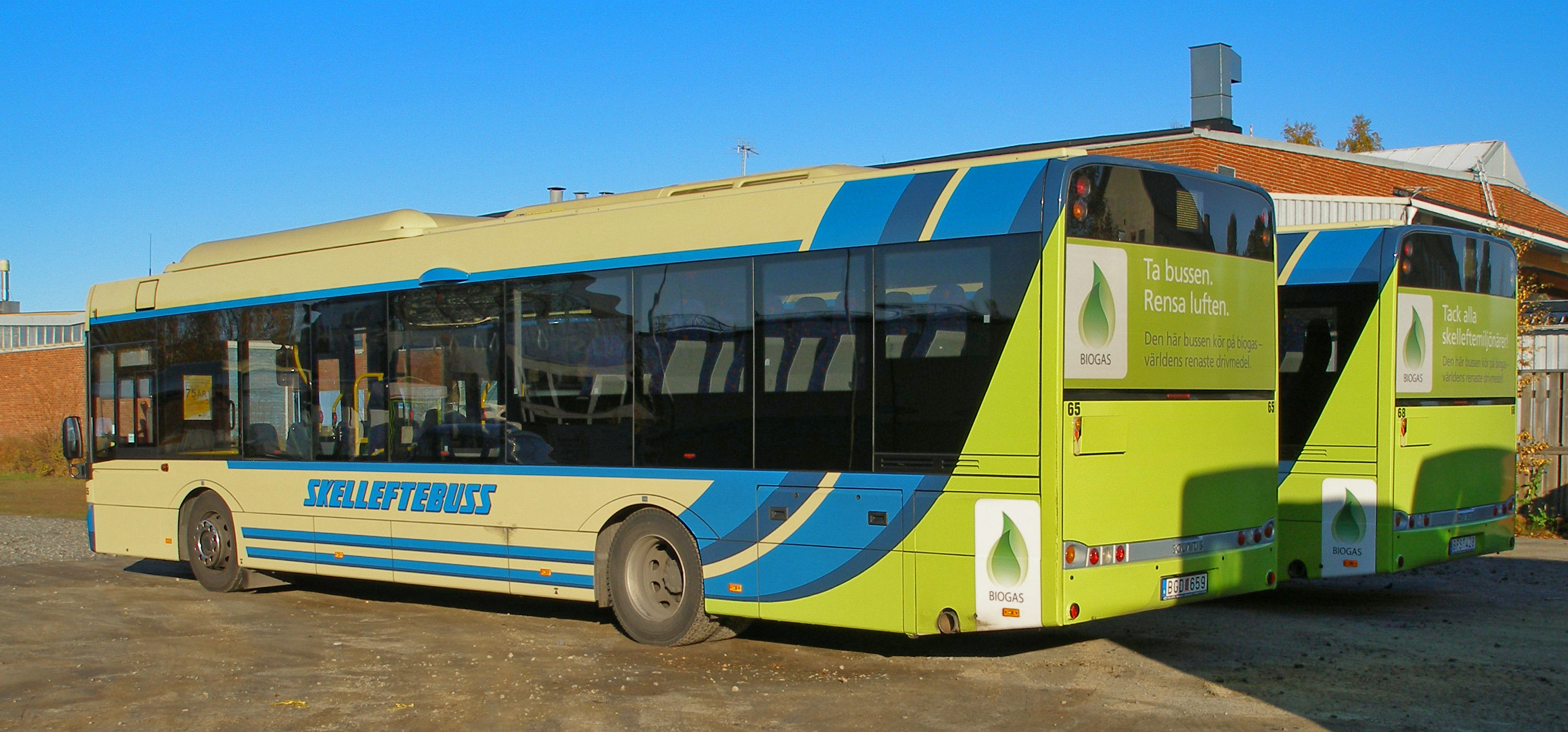
Solaris Urbino 12 LE aangedreven door biogas in Skellefteå
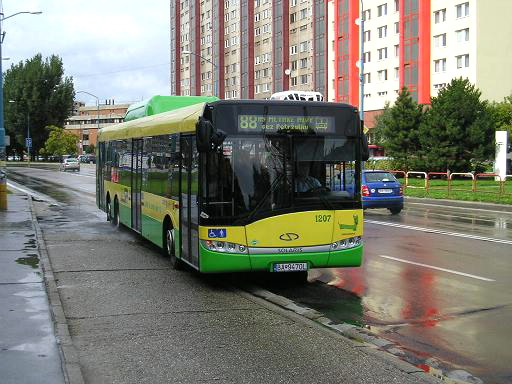
Solaris Urbino 15 CNG III in Bratislava

Solaris Urbino 12

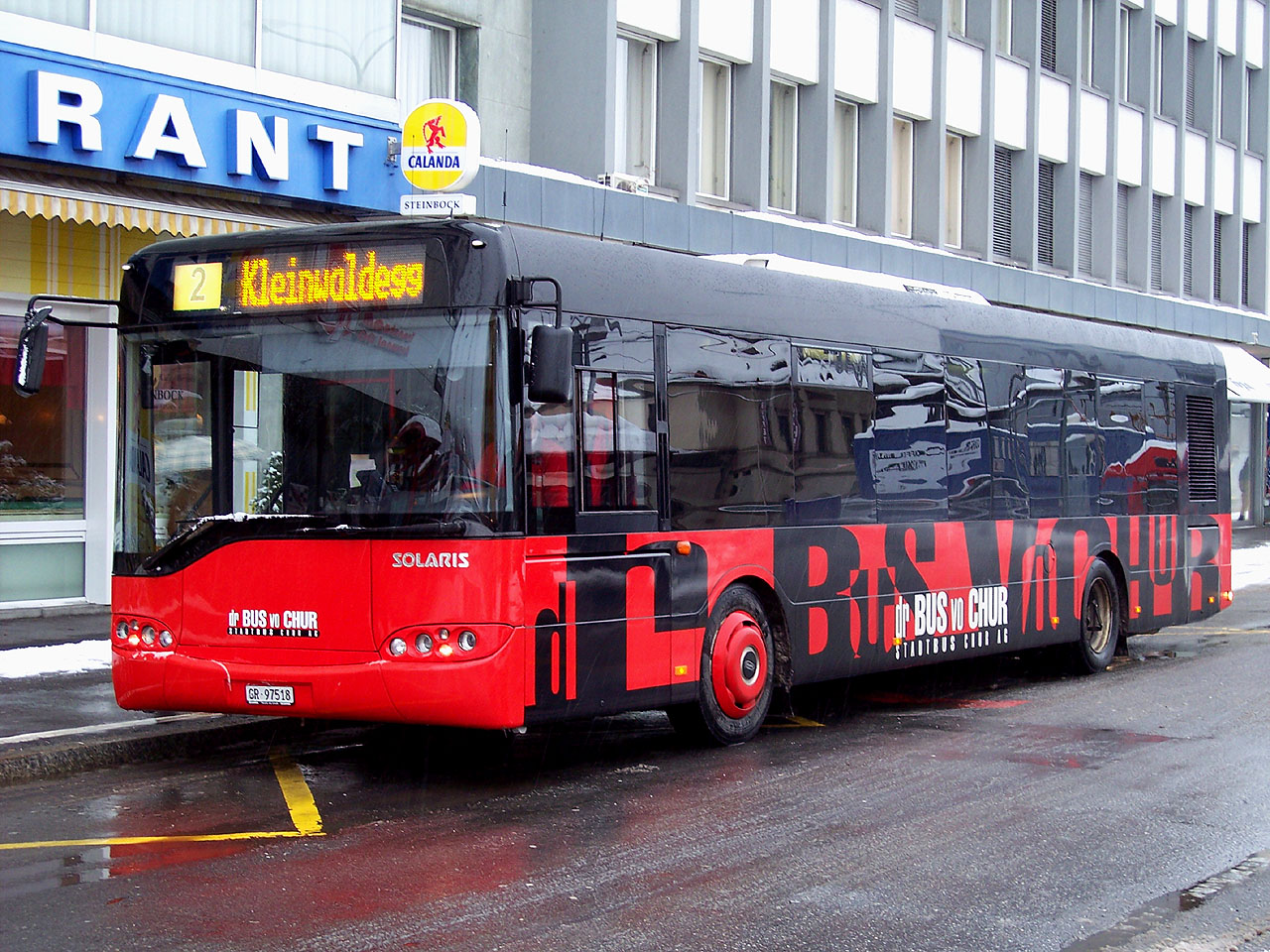
Solaris Urbino 12
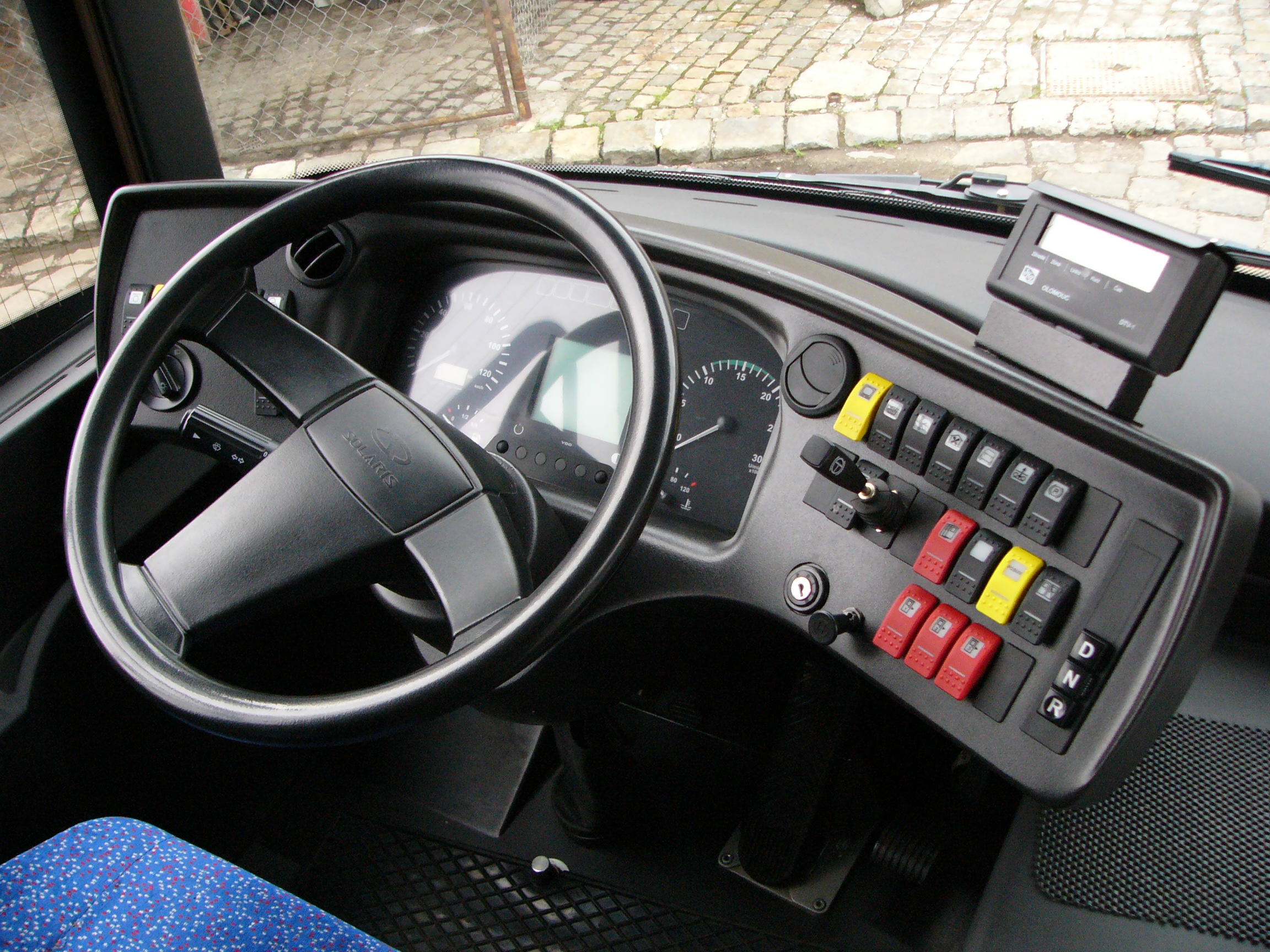
bestuurderscabine van Solaris Urbino 12
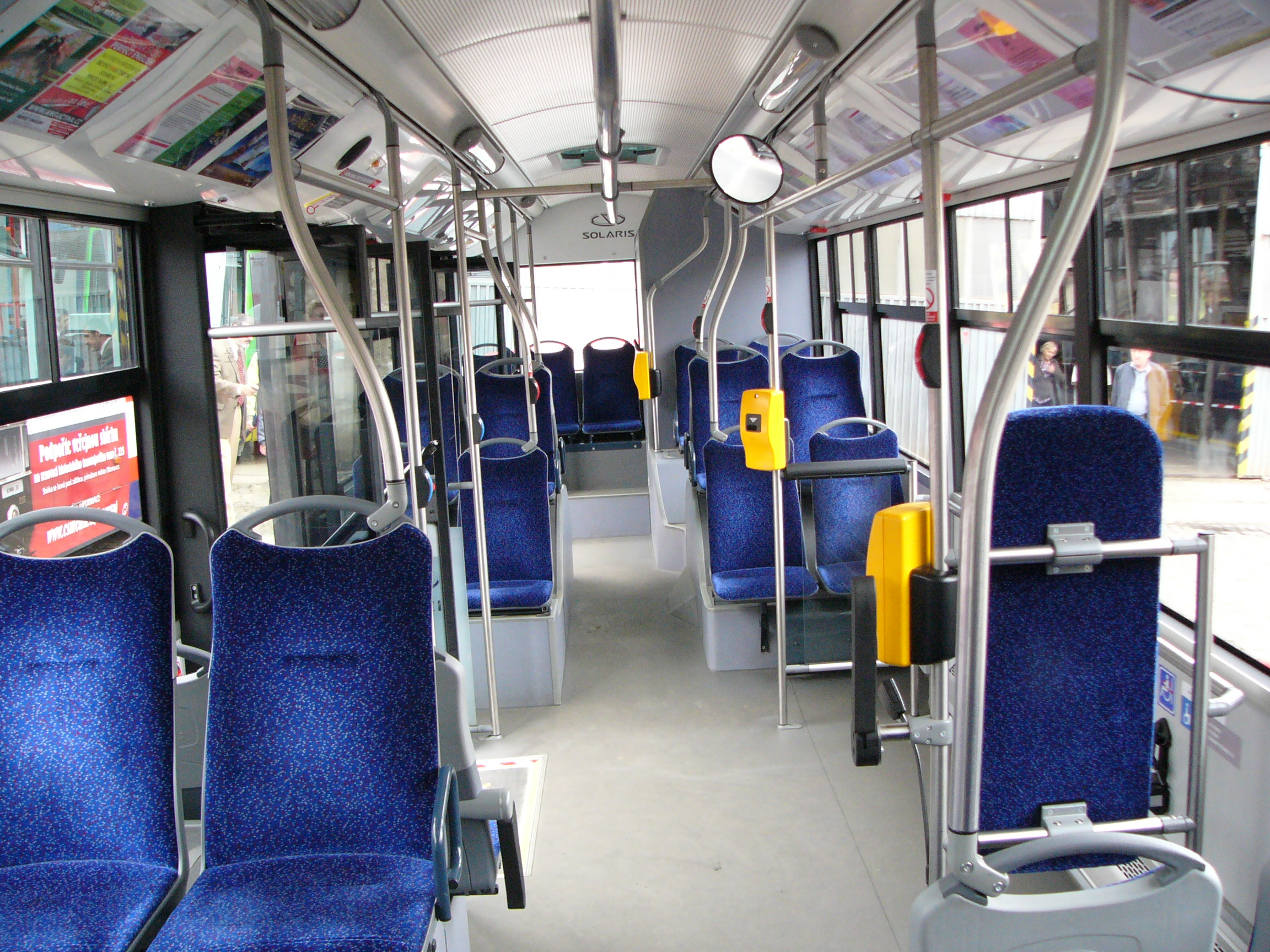
interieur van Solaris Urbino 12
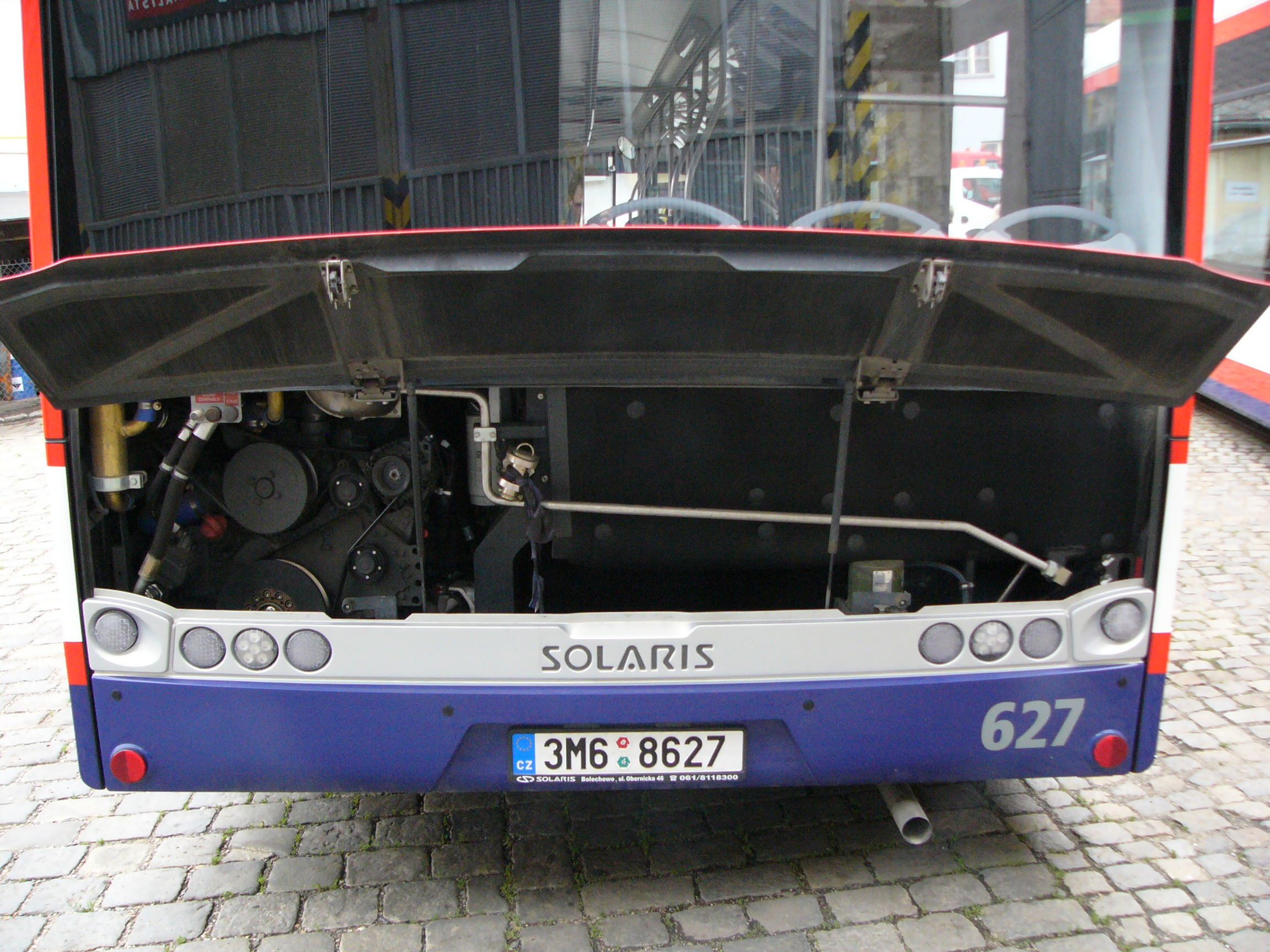
motor van Solaris Urbino 12
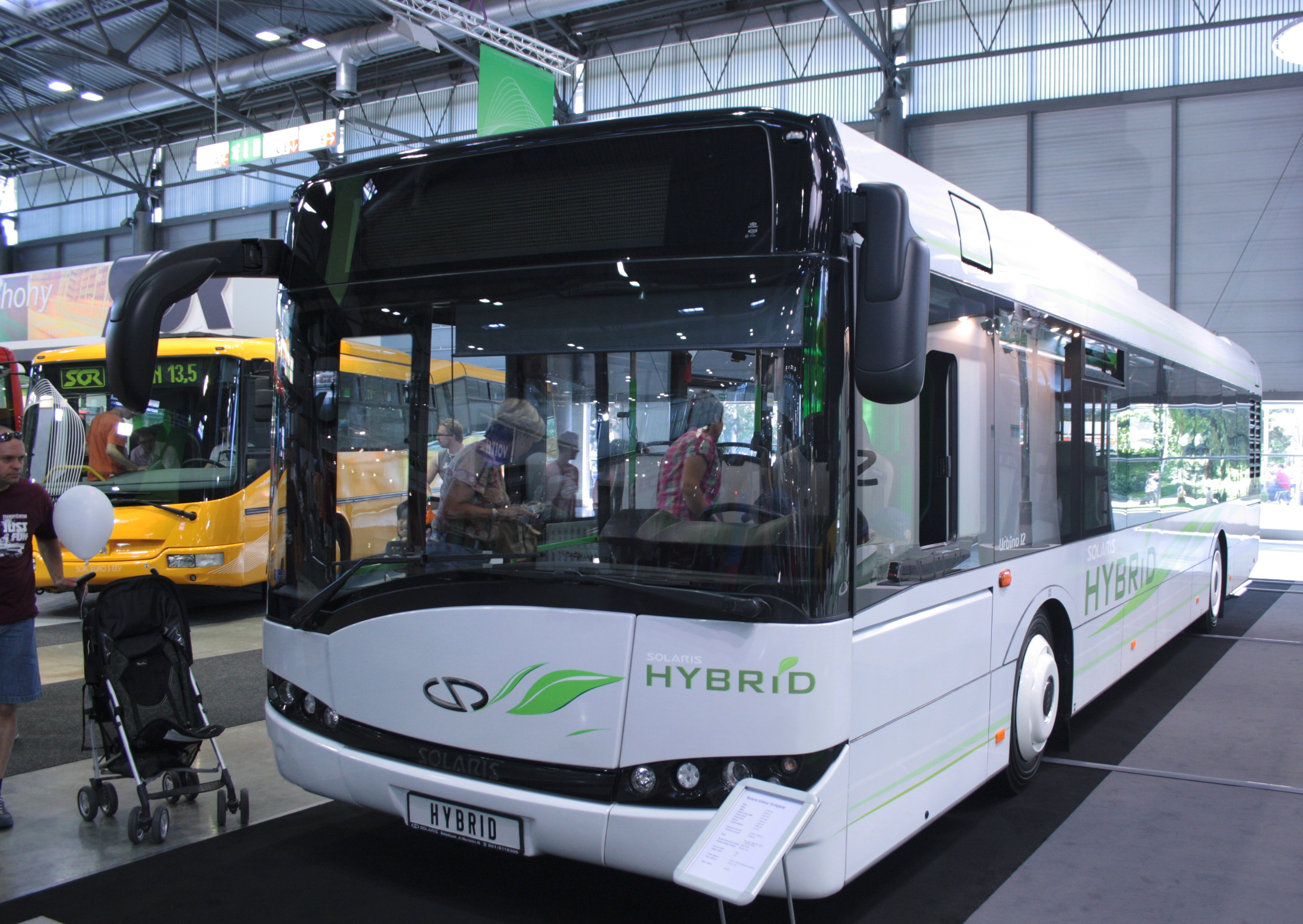
Solaris Urbino 12 Hybrid in Brno
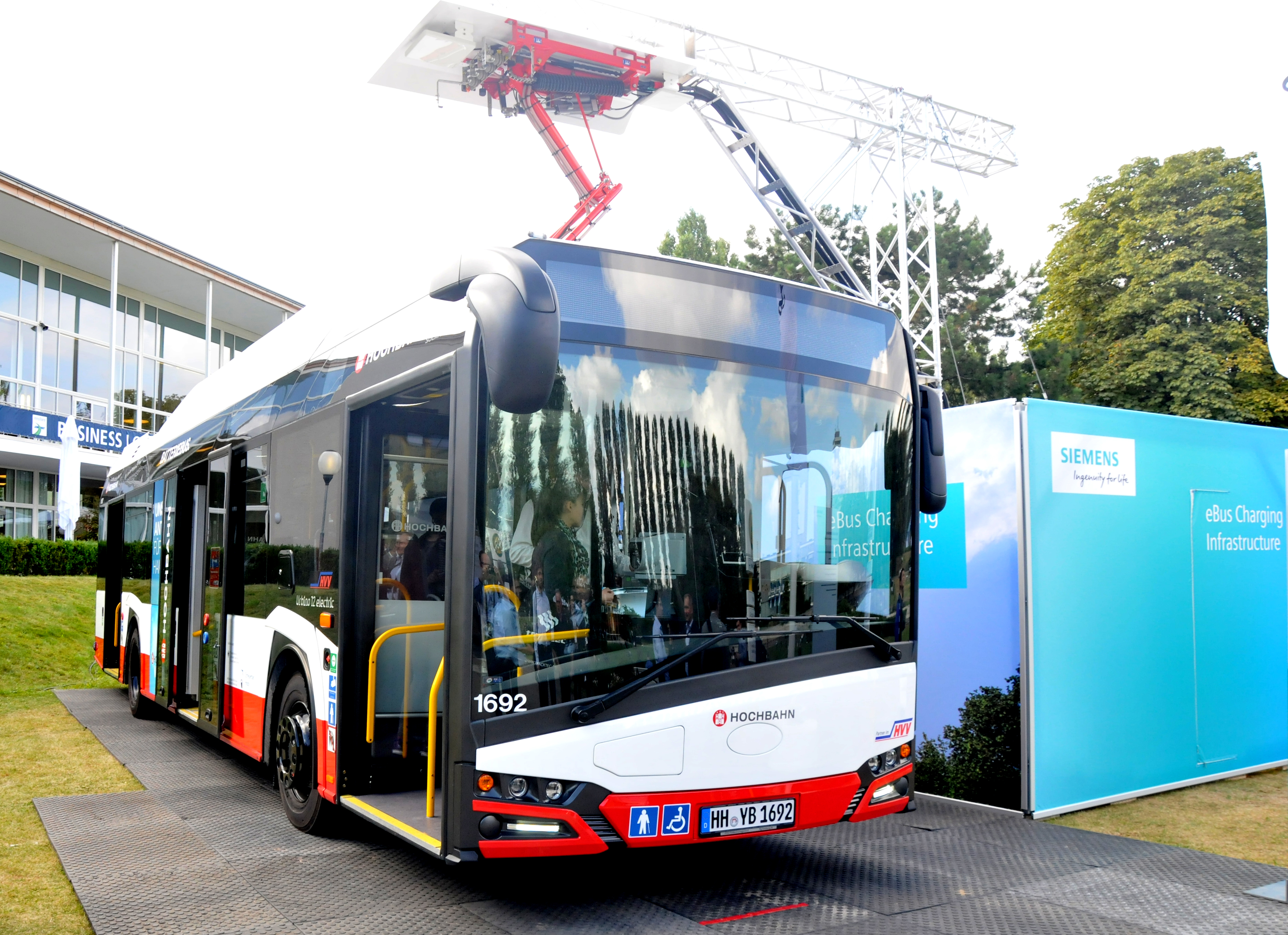
Solaris Urbino 12 Electric in Berlijn.

Solaris Urbino 18

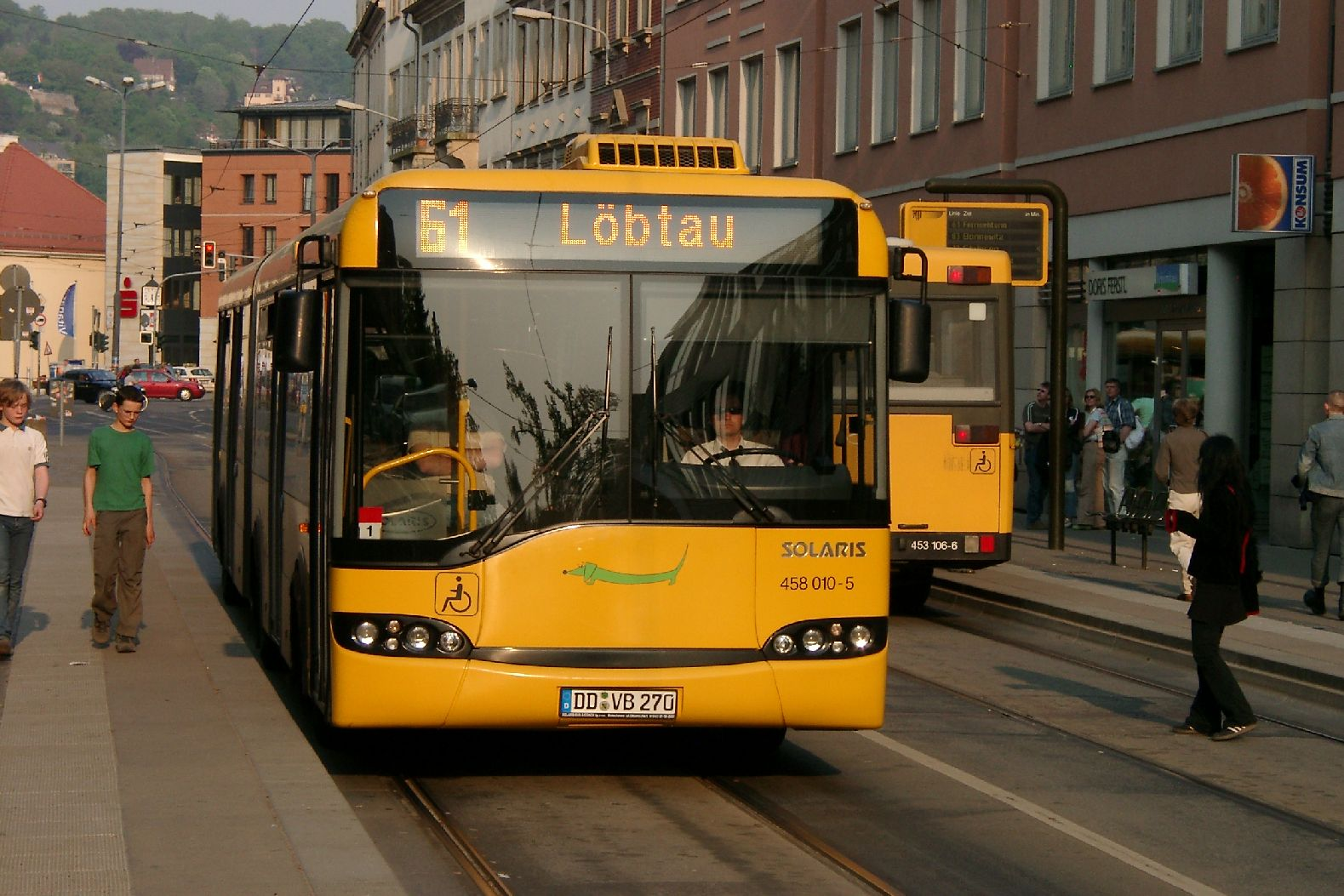
Solaris Urbino 18 in Dresden
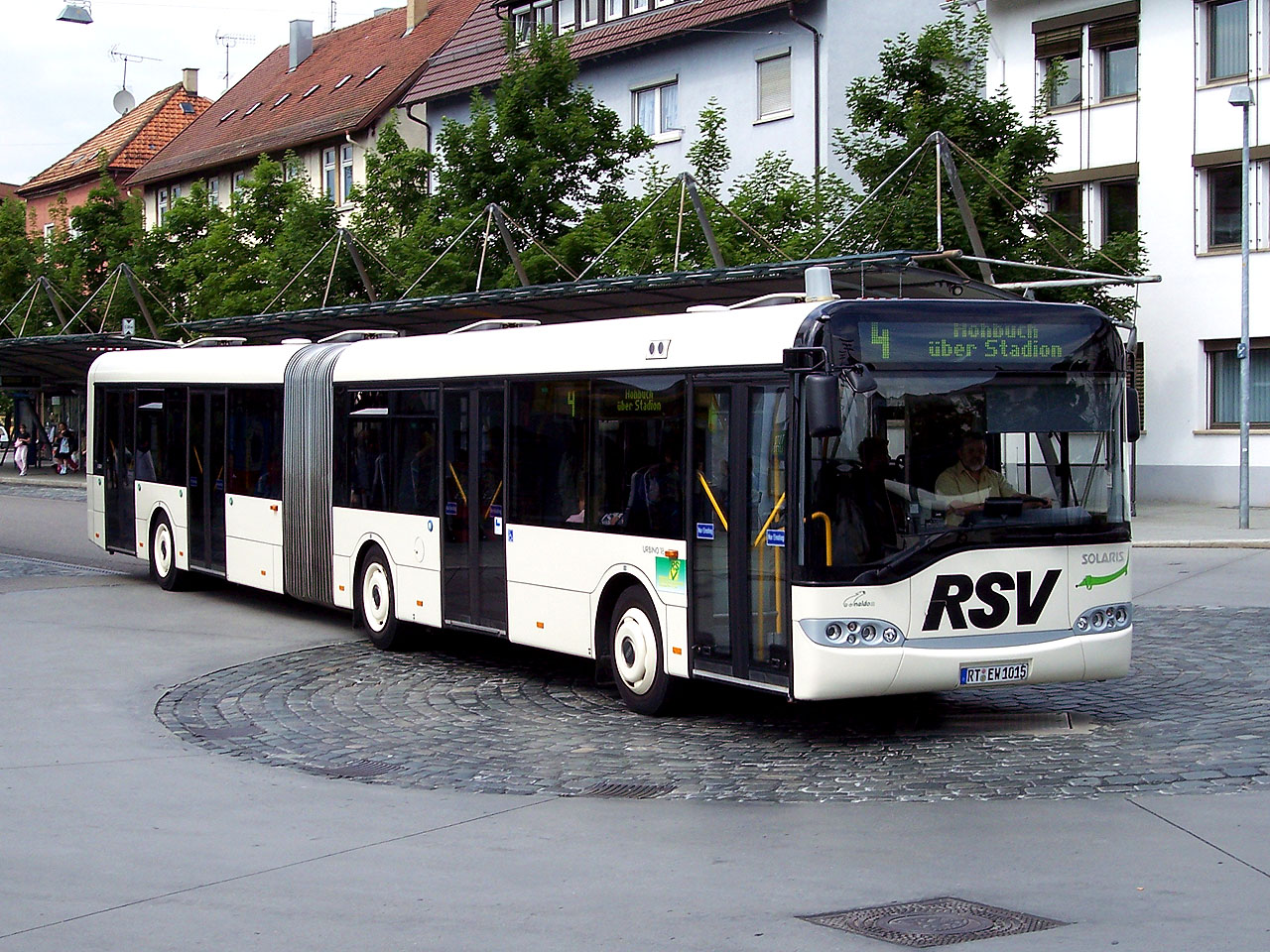
Een Solaris Urbino 18 van RSV
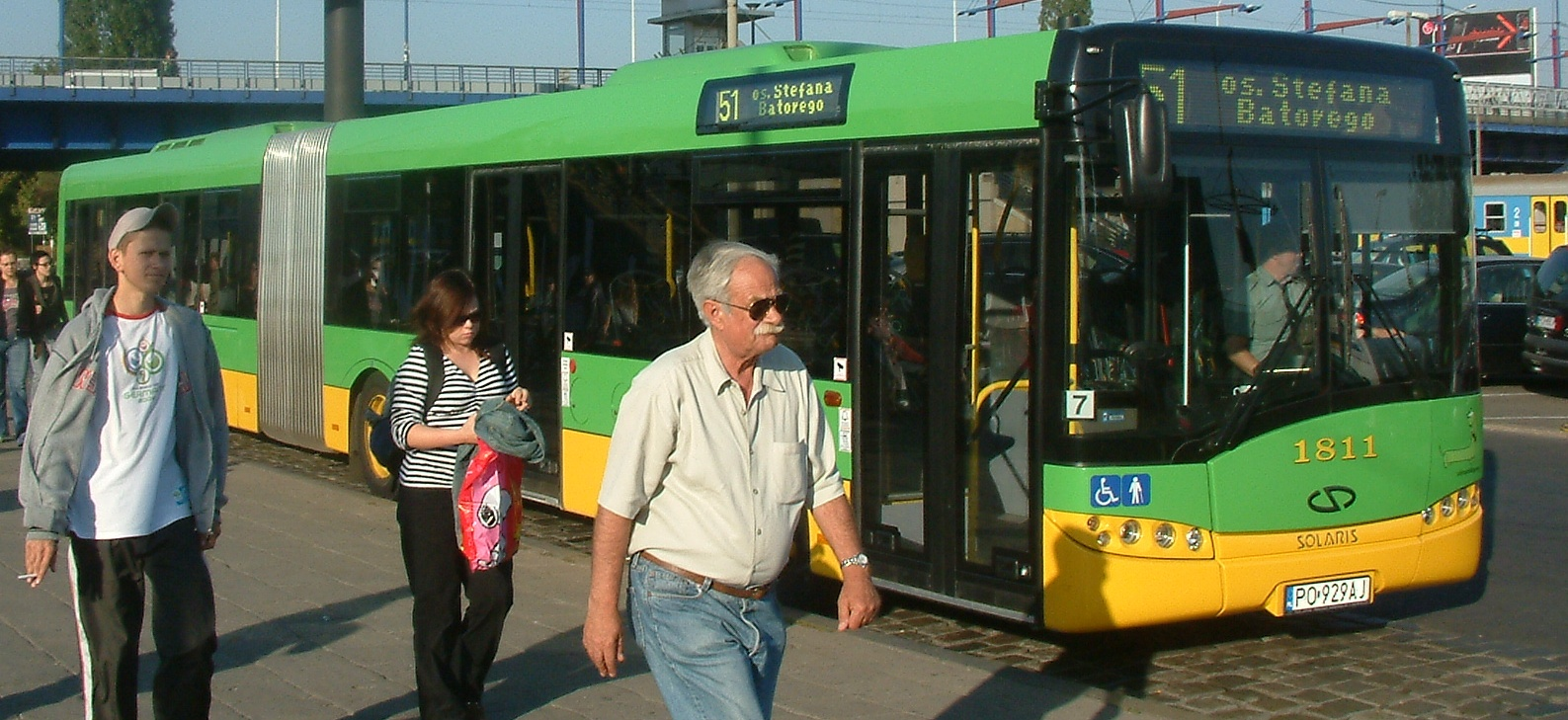
Solaris Urbino 18 in Poznań
Solaris Urbino 18 Hybrid, 2e Generatie, Bremer Straßenbahn AG
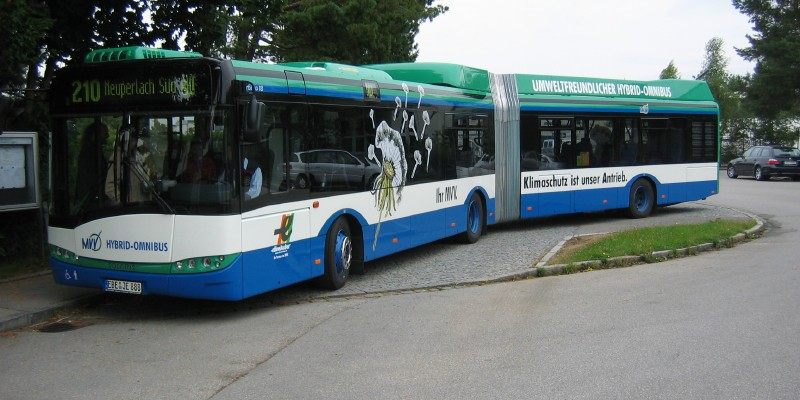
Solaris Urbino 18 Hybrid, 2e generatie.

Solaris Vacanza

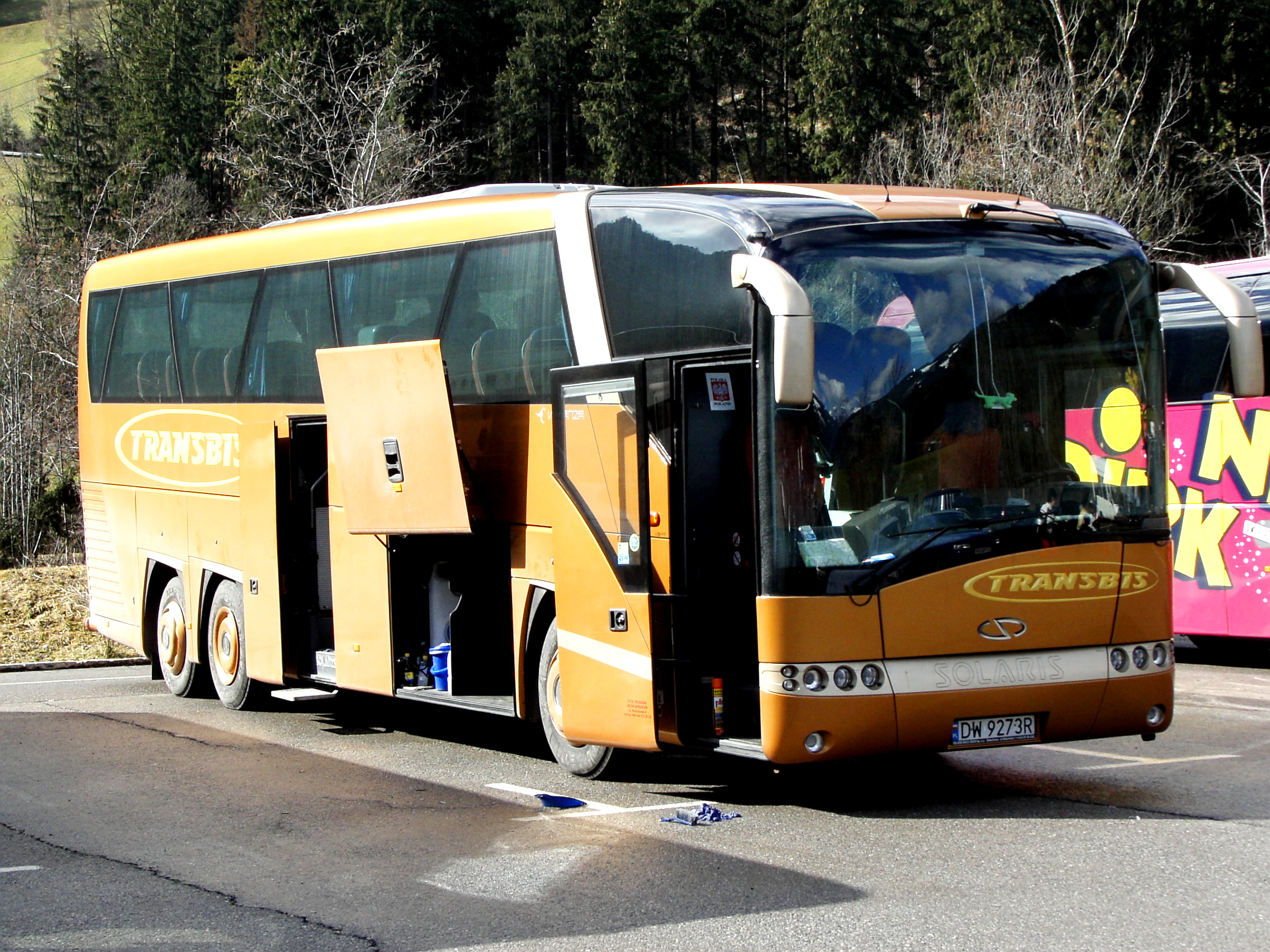
Solaris Vacanza 13 in Oostenrijk
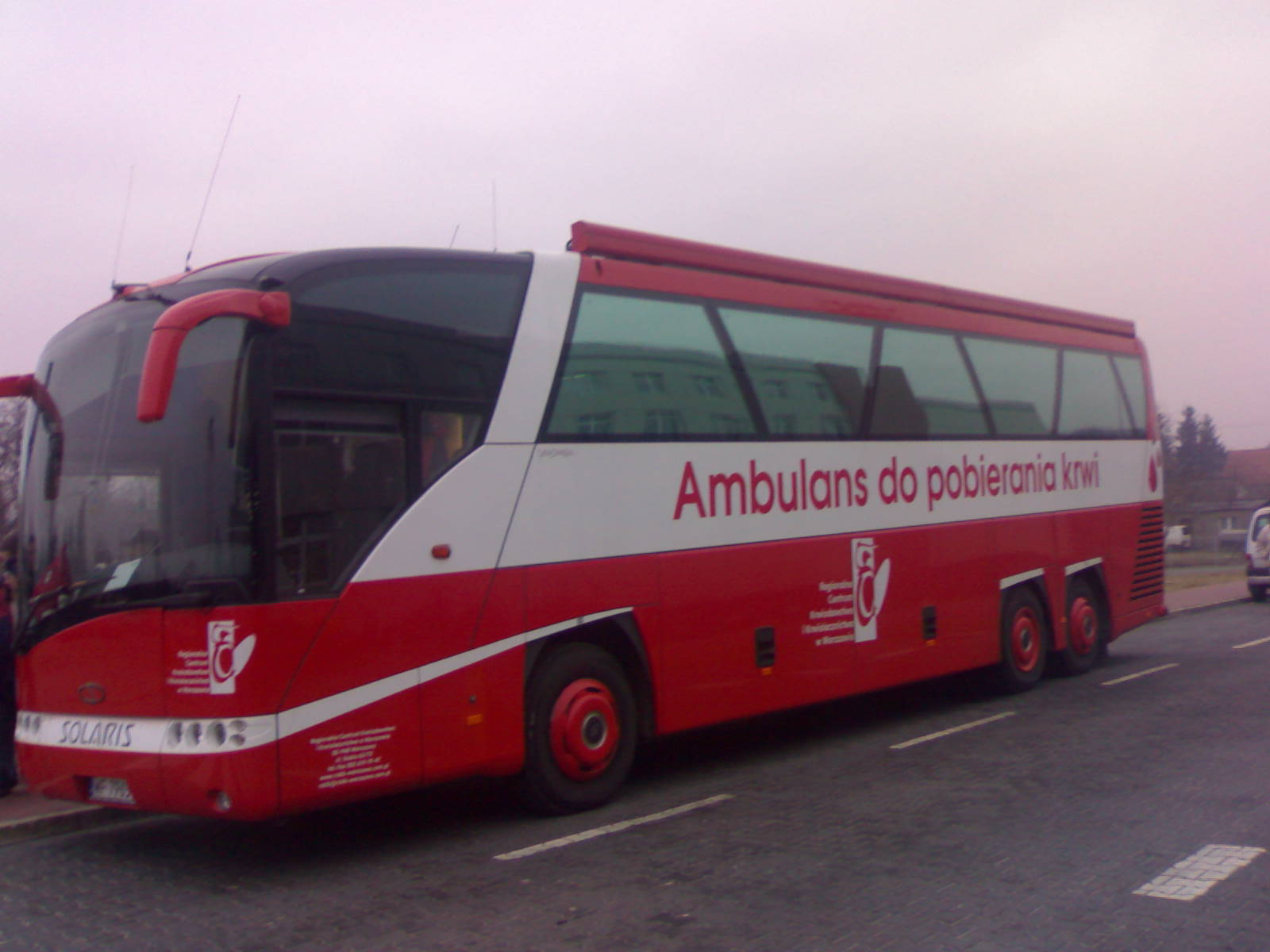
Solaris Vacanza 13 als mobiel bloed donatiepunt in Grodzisk Mazowiecki

Solaris Valletta

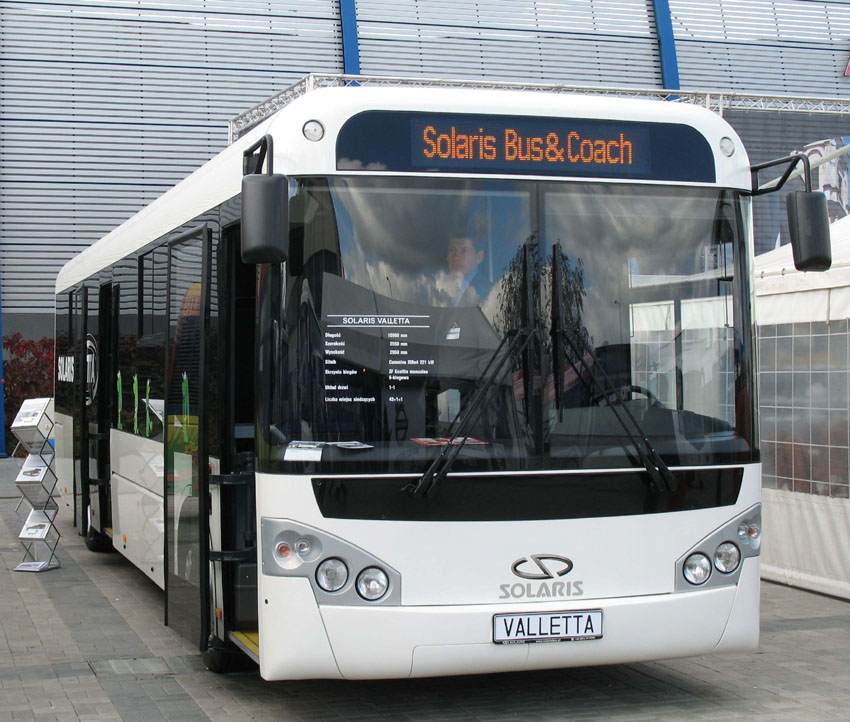
Solaris Valletta in Kielce, Polen (Transexpo 2007)
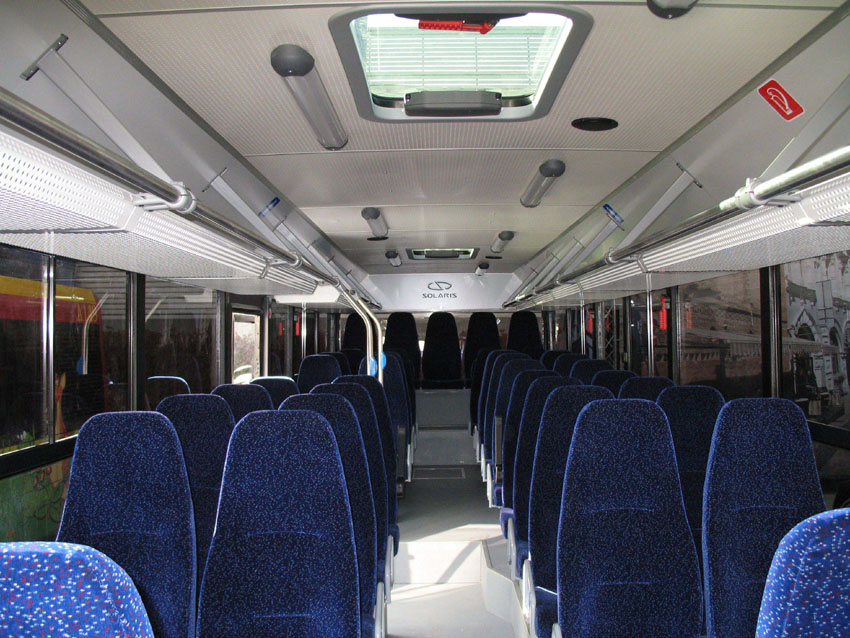
Solaris Valletta van binnen

Solaris Trollino

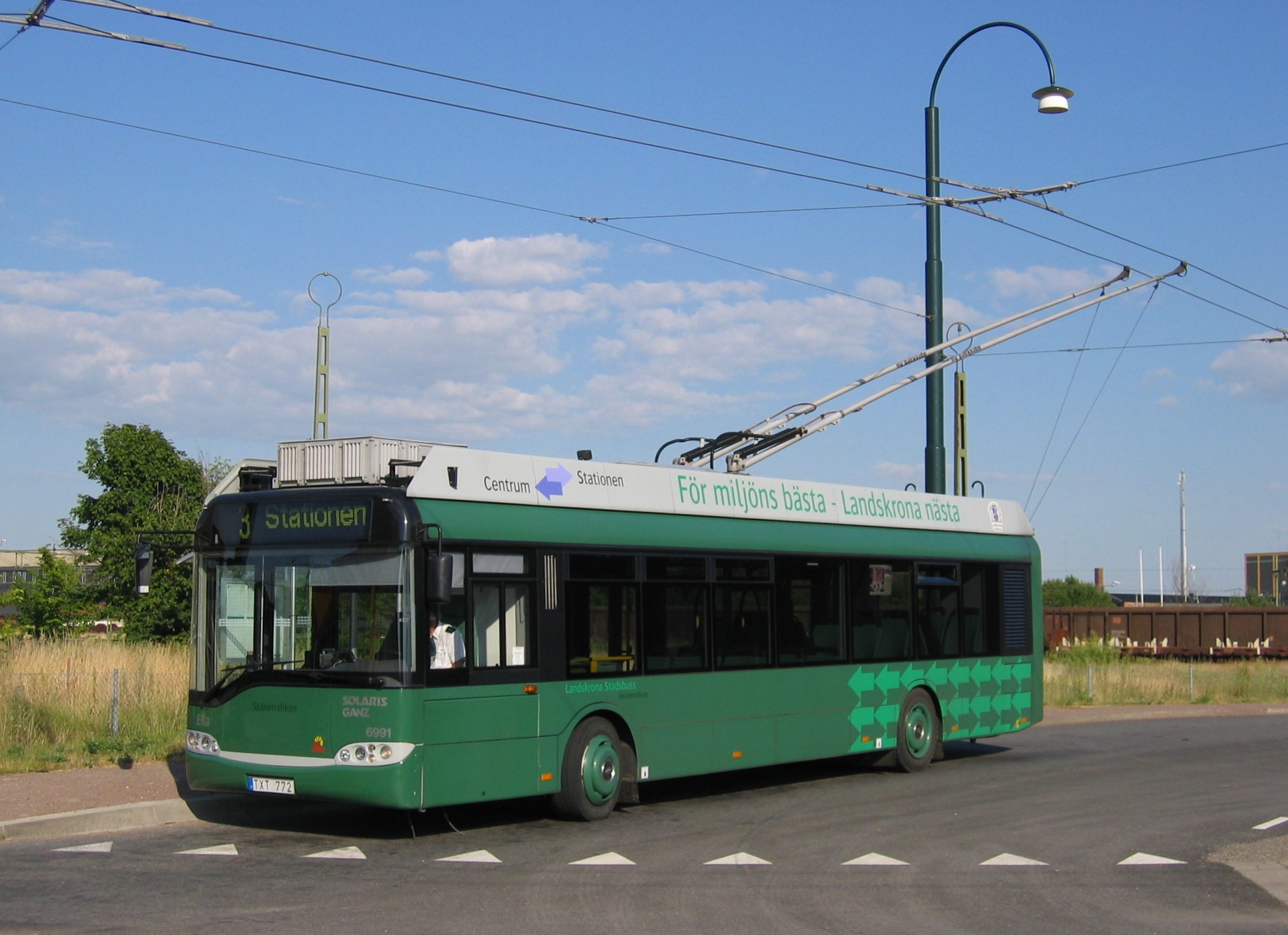
A Solaris Trollino 12 trolleybus in Landskrona
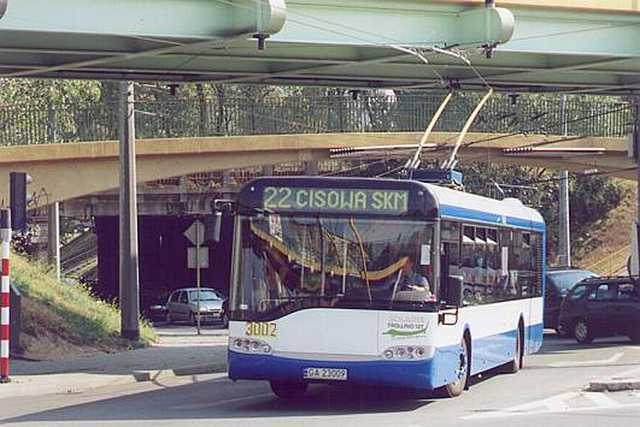
Solaris Trollino 12T in Gdynia
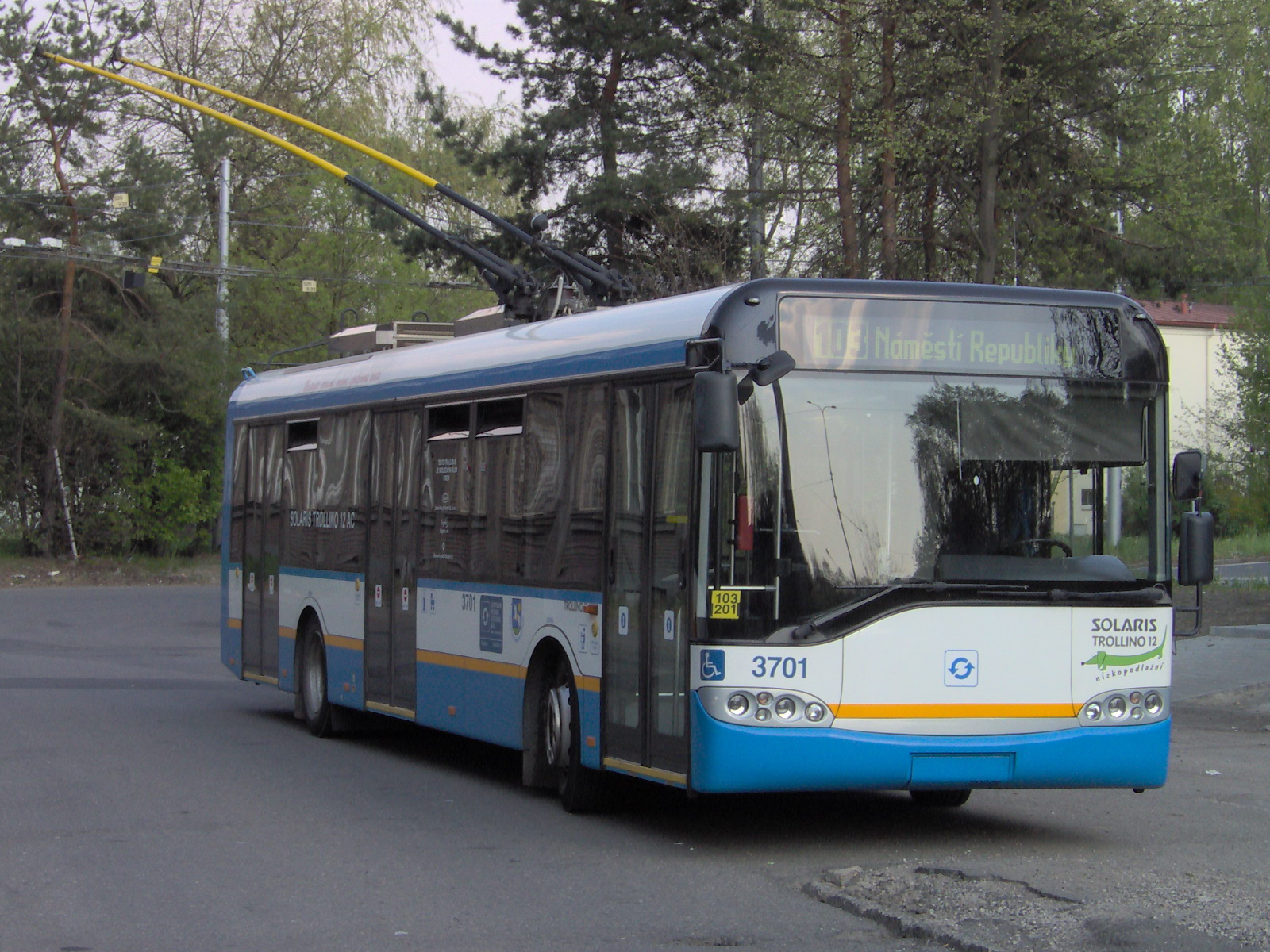
Solaris Trollino 12 in Ostrava in Tsjechië
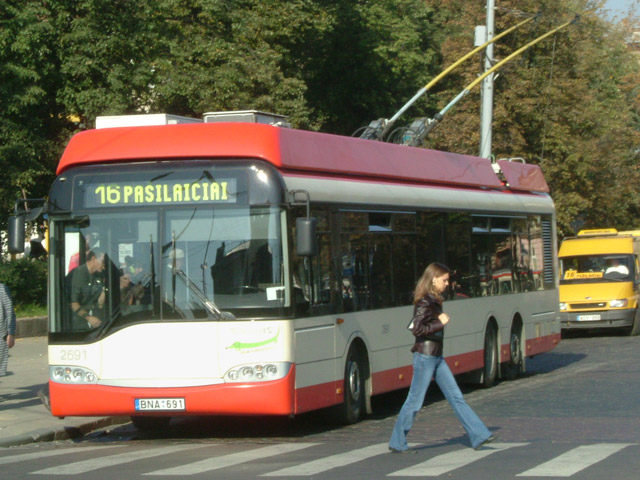
Solaris Trollino 15 in Vilnius in Litouwen
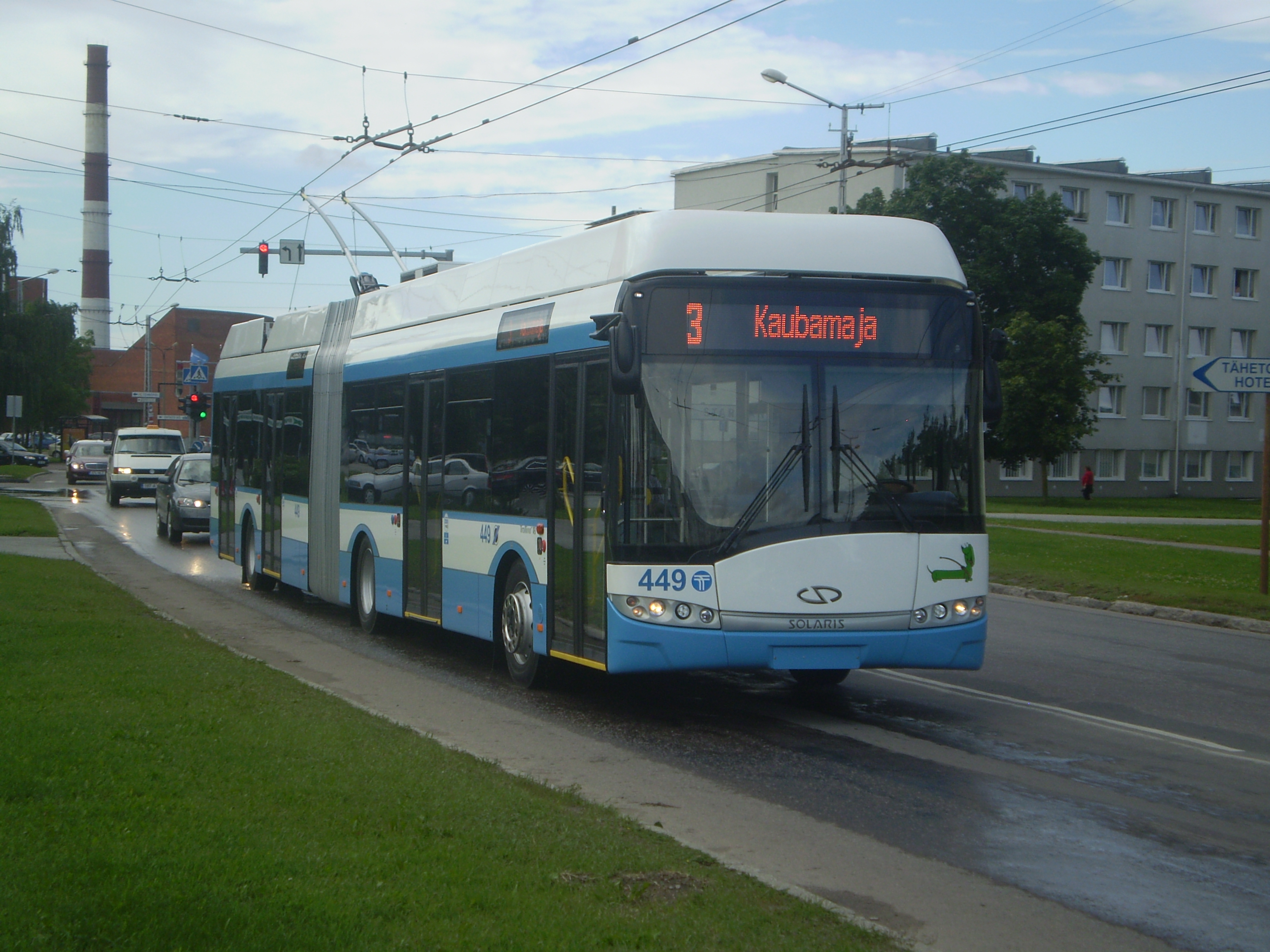
Solaris Trollino 18AC in Tallinn in Estland
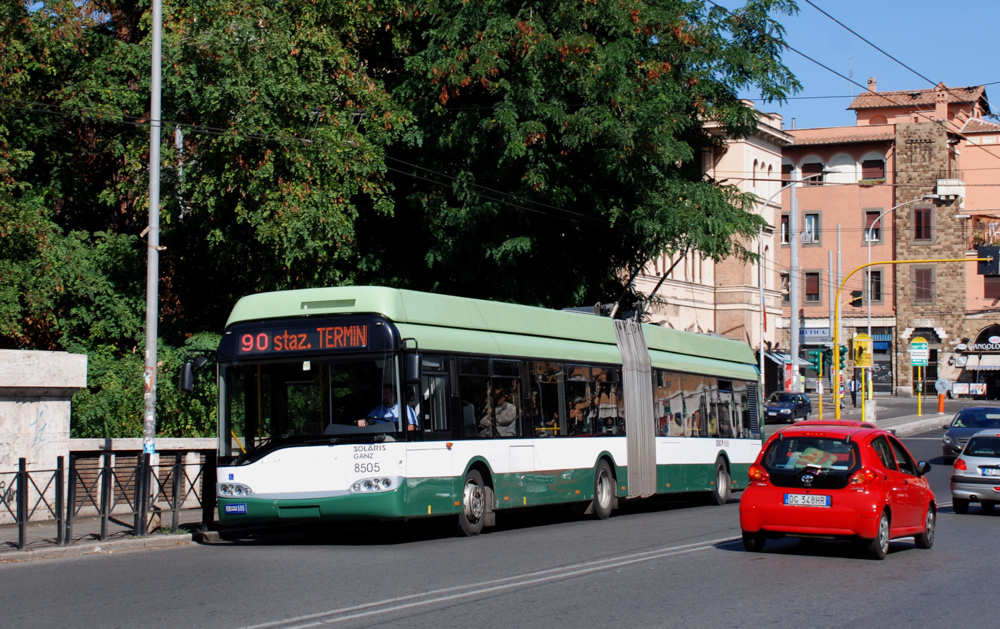
Solaris Trollino 18T in Rome

Solaris Tramino

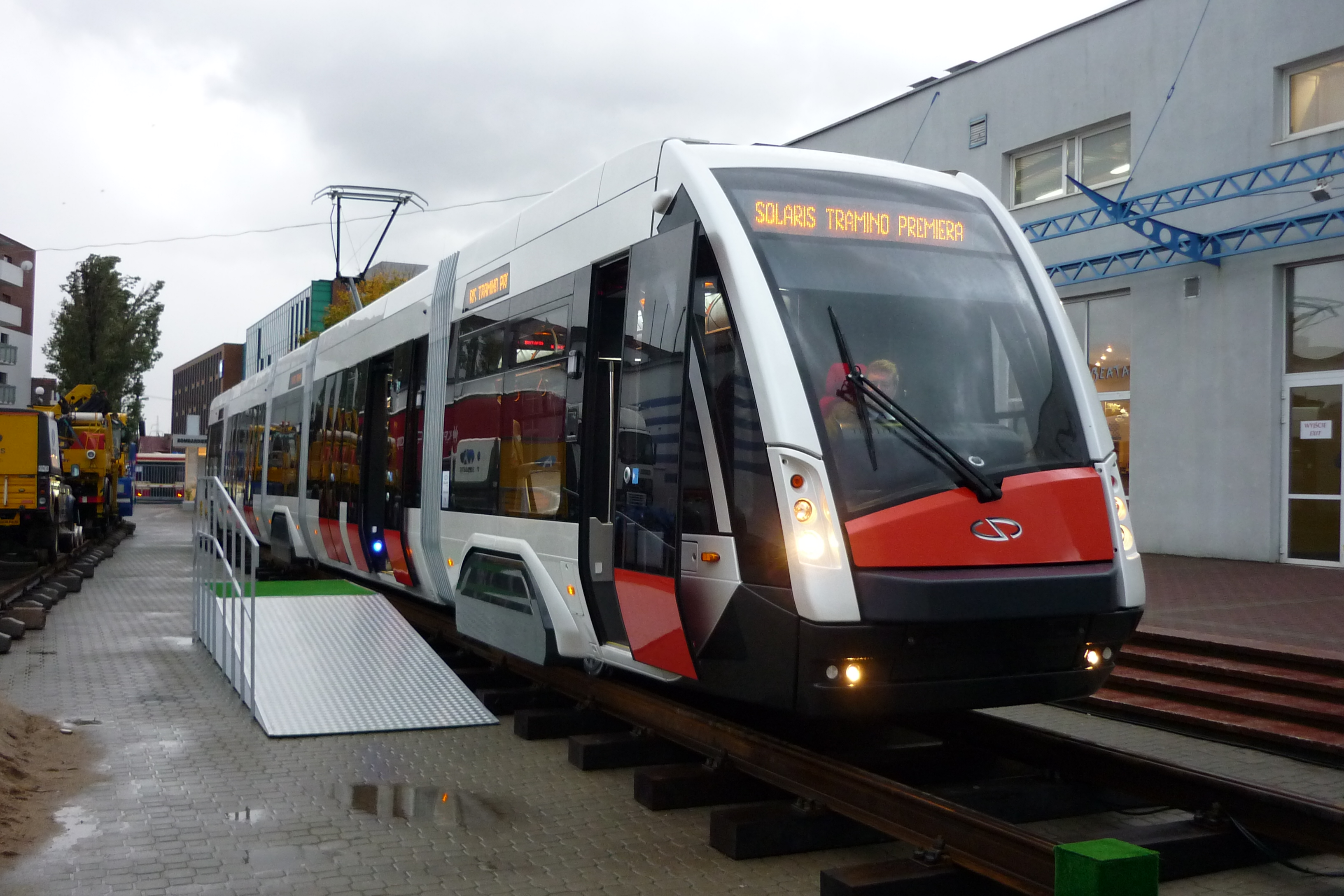
Solaris Tramino LF 32 in Gdańsk, TRAKO 2009
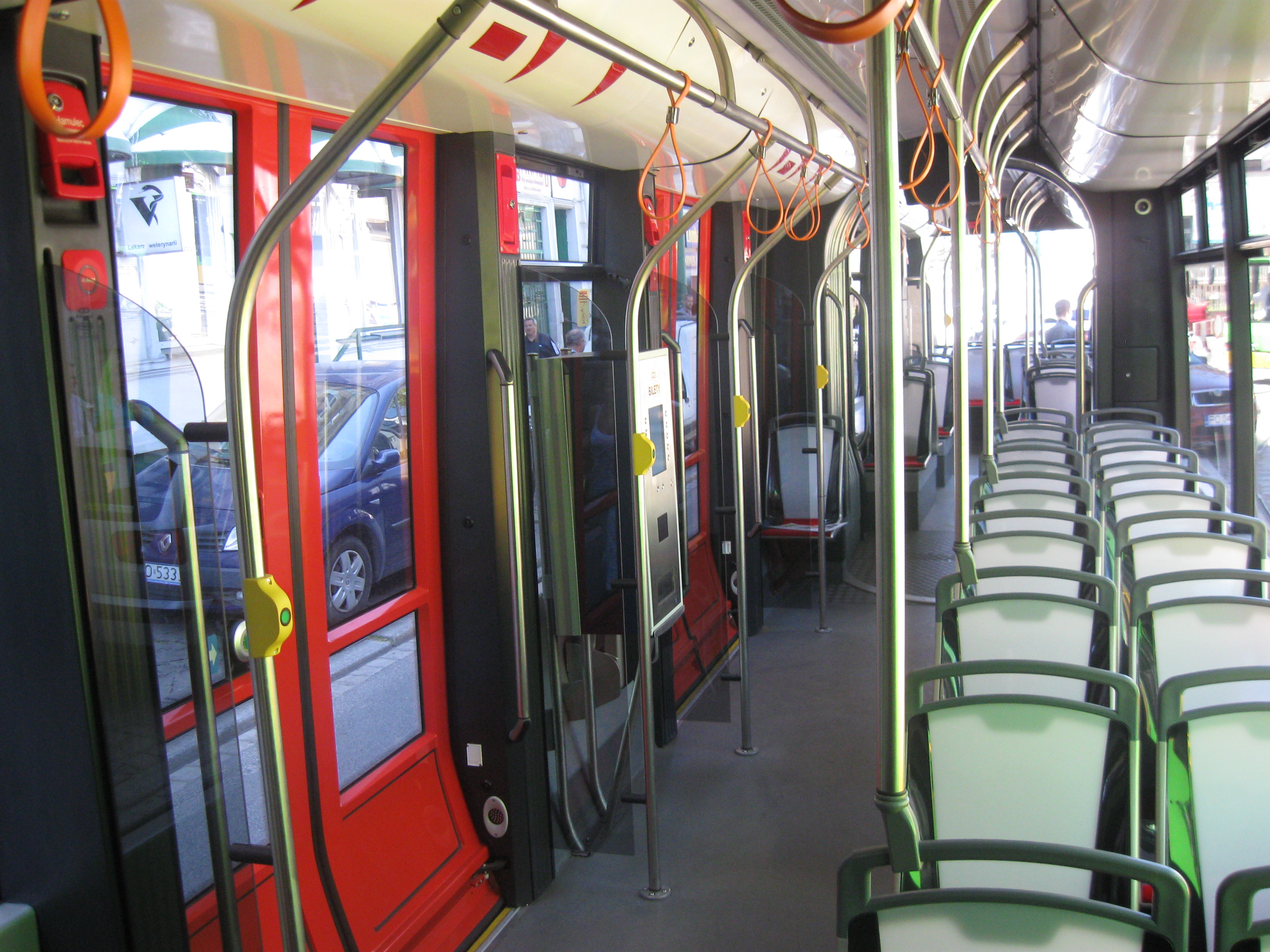
Interieur van Solaris Tramino LF 32
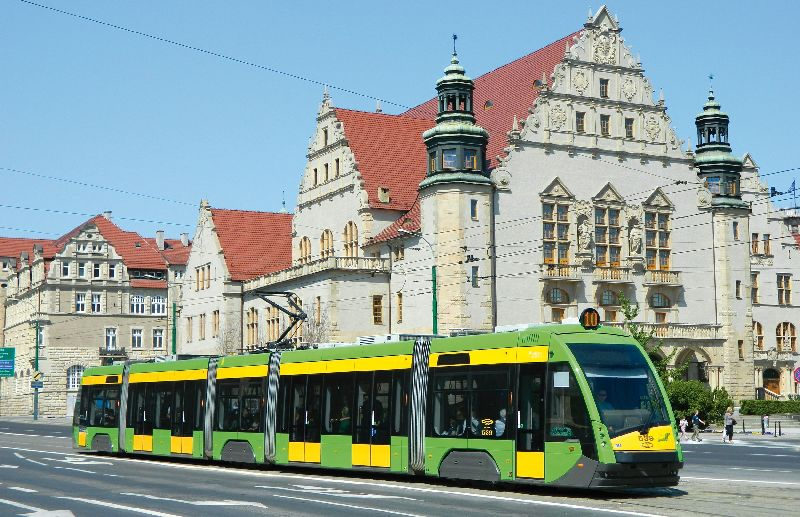
Solaris Tramino LF 32 in Poznań
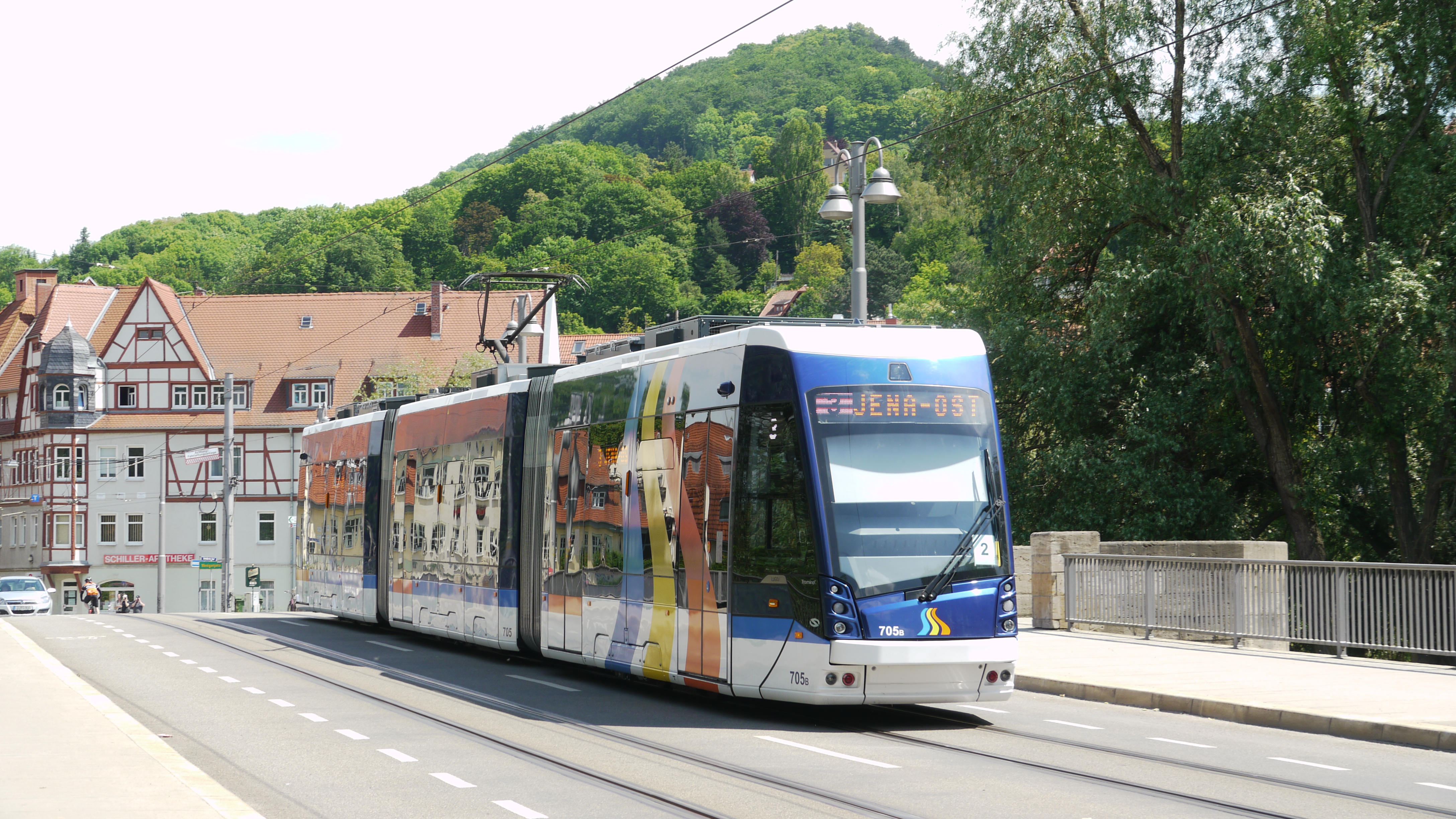
Solaris Traimno in Jena
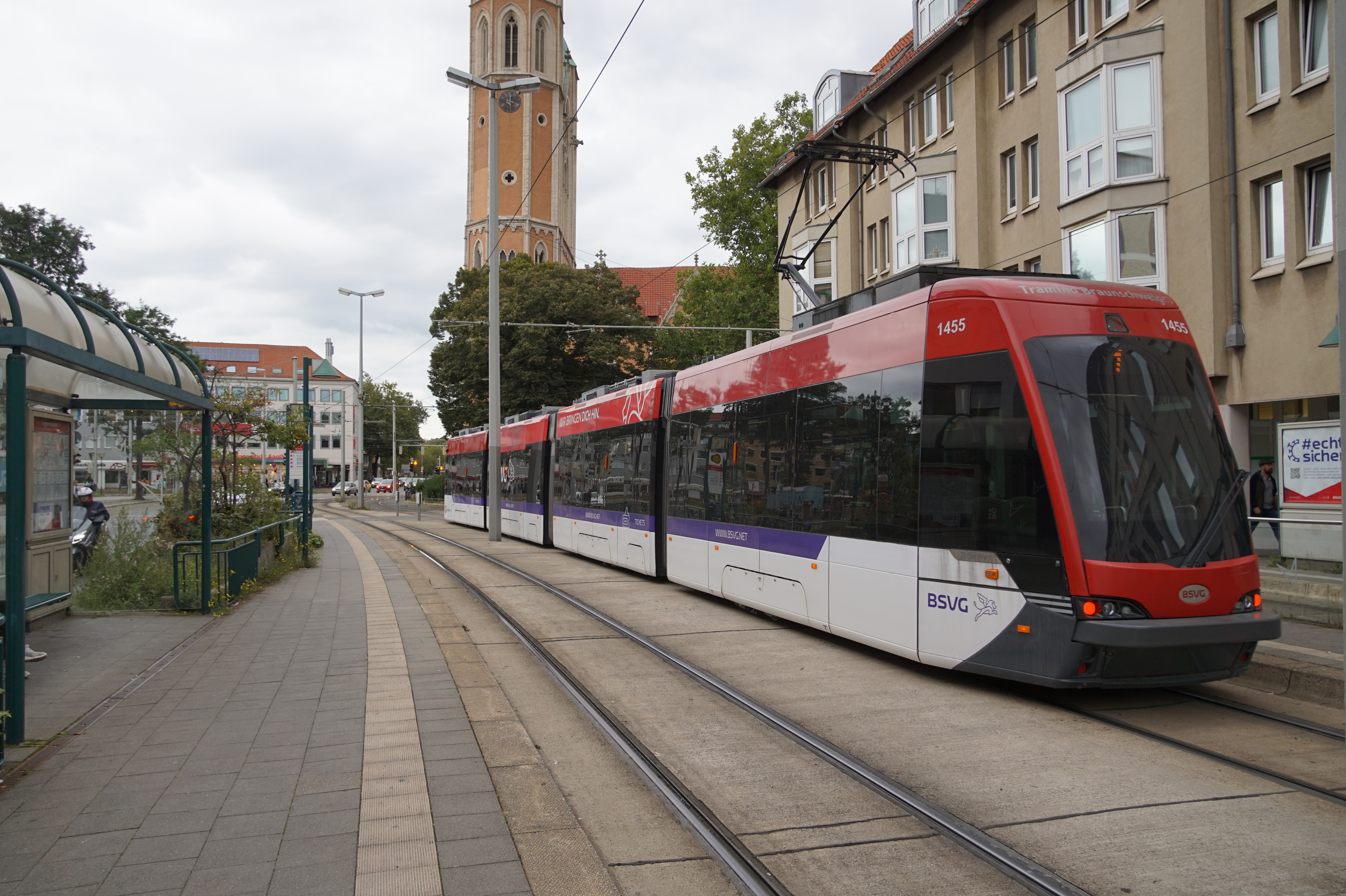
Solaris Traimno in Braunschweig
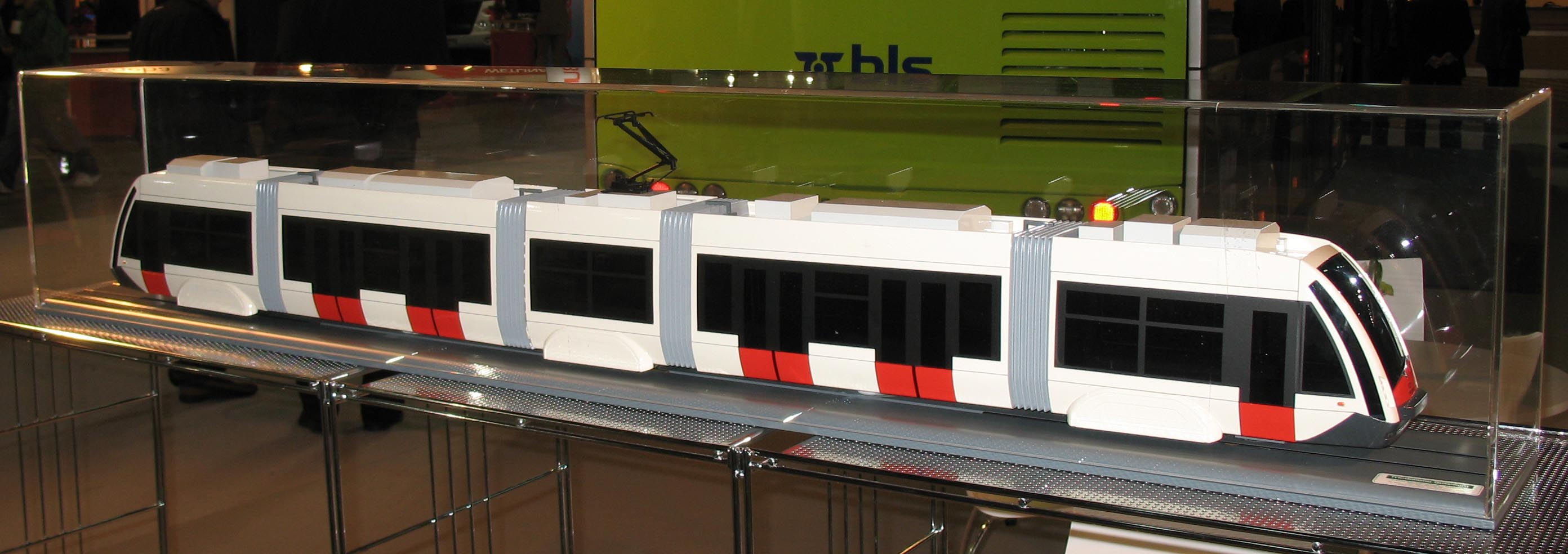
Solaris Tramino model in Kielce (Transexpo 2008)